# 武魯頓島
武魯頓島（日语：／ Buroton tō */?），俄語音譯布劳顿岛（羅馬化：Broutona），是俄羅斯千島群島的島嶼，位於太平洋西北部的鄂霍次克海，屬於薩哈林州管轄。面積7平方公里，最高點海拔高度801米，島上無人居住。
島名來自英國船長W·R·布洛頓。